# Roodepoort
Roodepoort est une ville de la province du Gauteng en Afrique du Sud, située dans la banlieue ouest de Johannesburg. Elle abrite le célèbre Jardin Botanique National du Witwatersrand. 
Elle doit son origine à la découverte d'or sur son sol en 1884 par les frères Fred et  Harry Struben. Elle obtint le statut de municipalité en 1904 et celui de ville (city) en 1977 par l'incorporation des localités de Hamberg, Florida et Maraisburg.
À la suite du remembrement administratif du début du XXIe siècle, Roodepoort a été intégrée à la municipalité de Johannesburg.

## Personnalités liées à la ville
Naissances
- Leonard Sachs (en) (1909-1990), acteur sud-africain ;
- Christiaan Frederick Beyers Naudé (1915-2004), théologien sud-africain et activiste anti-apartheid ;
- Ansie S. Dippenaar-Schoeman (1948- ), arachnologiste ;
- Adriaan Richter (1966- ), joueur de rugby à XV ;
- Fritz Van Heerden (1970- ), joueur de rugby à XV ;
- Eric Tinkler (1970- ), footballeur ;
- Anselm van der Linde (1970- ), cistercien austro-sud-africain ;
- René Kalmer (1980- ), athlète sud-africaine ;
- Lee-Anne Liebenberg (1982- ), cascadeuse, actrice et pilote sud-africaine ;
- Clinton Theron (1995- ), joueur sud-africain de rugby à XV ;
- Brent Miklos Szurdoki (1996- ), nageur sud-africain.

Décès
- Theunis van Schalkwyk (1929-2005), boxeur sud-africain.

Autres
- Mary Malahlela-Xakana (1916-1981), première femme noire à s'inscrire en tant que médecin, présidente du Roodepoort School Board.